# East Stirlingshire Football Club
El East Stirlingshire Football Club es un club de fútbol de Escocia, con sede en Falkirk. Fue fundado el 1 de octubre de 1880 y compite en la Lowland Football League, quinta categoría del fútbol escocés.

## Historia
Fue fundado en el año 1881 en el poblado de Falkirk y su primer partido oficial lo jugaron ante el Falkirk FC el 11 de diciembre de 1881 con una derrota por marcador de 0-7. Un año más tarde participó en la Copa de Escocia por primera vez tras afiliarse a la Asociación de Fútbol de Escocia, en la cual quedaron eliminados en la primera ronda.

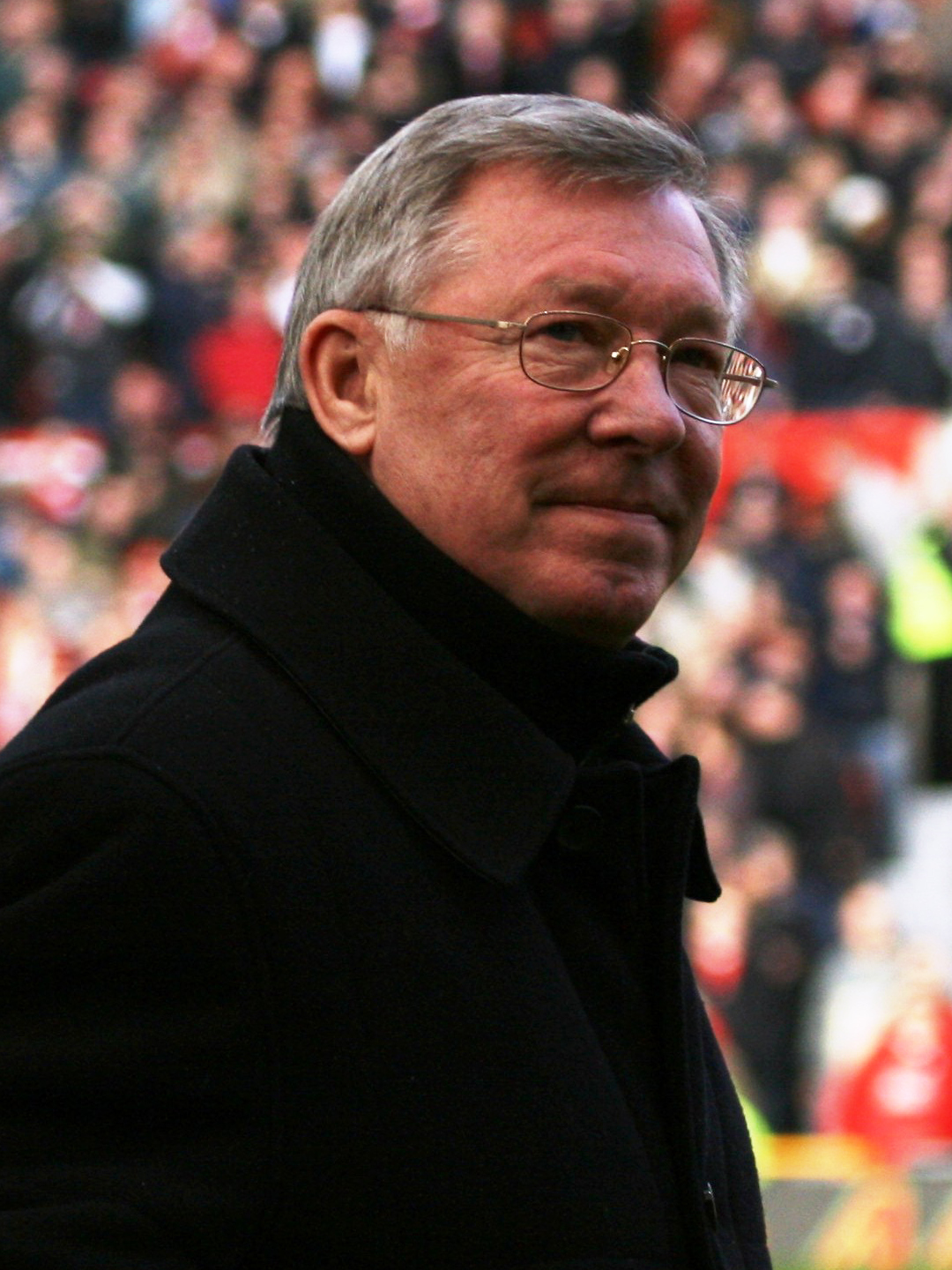
El primer equipo al que dirigió Alex Ferguson fue el East Stirlingshire en 1974.

Fue uno de los fundadores de la Asociación de Fútbol de Stirlingshire, y al mismo tiempo disputaron la primera edición de la Copa de Stirlingshire en 1883. A finales del siglo XIX el club ya tenía varios logros, incluso llegaron a cuartos de final de la Copa de Escocia en dos ocasiones, aunque a nivel de liga solo participaban a nivel regional.
A inicios del siglo XX el Falkirk FC ofreció la idea de una fusión entre ambos equipos, pero fue desestimada, mientras que a nivel deportivo lograron jugar en la Segunda División de Escocia hasta la temporada 1914/15 tras 14 temporadas y el fútbol en Escocia fue suspendido debido a la Primera Guerra Mundial.
En 1921/22 la Primera Guerra Mundial terminó y el club fue colocado en la Segunda División de Escocia, pero esa temporada descendieron a la recién creada Tercera División de Escocia, en la cual solo pasó una temporada para retornar a la Segunda División de Escocia imponiendo una recha de 23 partidos seguidos sin perder. Diez años más tarde conseguirían el ascenso a la Primera División de Escocia por primera vez en su historia, pero ese fue su torneo de despedida al terminar en último lugar entre 20 equipos con solo 17 puntos en 38 partidos, regresando a la Segunda División de Escocia hasta que la liga fue suspendida en la temporada 1938/39 a causa de la Segunda Guerra Mundial.
En 1939 el club fue excluido del sistema de ligas por lo que se limitó a participar en torneos regionales en la recién creada División C con los equipos reservas. En 1948 regresa a la Segunda División de Escocia, pero el club desciende tras una temporada, la División C fue abolida y el club fue forzado a abandonar el nivel nacional y volver a las divisiones regionales, en donde pasaron seis años para su regreso a la Segunda División de Escocia en la temporada 1955/56 por la expansión en la cantidad de equipos en la liga; y para la temporada 1962/63 regresarían a jugar en la Primera División de Escocia, y al igual que la vez anterior, el club descendió tras una temporada en la máxima categoría.
En 1964 se fusiona con el Clydebanks Juniors FC y pasó a llamarse East Stirlingshire Clydebank y se mudaron a Clydebank a pesar de la oposición de sus aficionados. La fusión solo duró una temporada luego de ganar varios asuntos legales en la corte y retornaron a Falkirk.

## Palmarés

### Torneos nacionales
- Segunda División de Escocia (1): 1931-32
- Tercera División de Escocia (1): 1947-48

## Rivalidades
El principal rival del club es el Falkirk FC, el club de fútbol más popular de la ciudad en el llamado Derby Real,aunque también tiene otras rivalidades menores con el Stenhousemuir, desde 1945 con el Stirling Albion y con el Alloa Athletic.